# Dubiepeira dubitata
Espèce
Synonymes
- Metepeira dubitata Soares & Camargo, 1948

Dubiepeira dubitata est une espèce d'araignées aranéomorphes de la famille des Araneidae.

## Distribution
Cette espèce se rencontre en Amérique du Sud, au Venezuela, en Colombie, en Équateur, au Pérou, en Bolivie, au Brésil et au Suriname.

## Description
Les mâles mesurent de 3,6 à 6,5 mm et les femelles de 11,4 à 14,4 mm.

## Publication originale
- Soares & Camargo, 1948 : Aranhas coligidas pela Fundação Brasil-Central (Arachnida-Araneae). Boletim do Museu Paraense Emílio Goeldi, vol. 10, p. 355-409.